# Emilio Mira y López
Emilio Mira y López (Santiago, Cuba, 24 de octubre de 1896 - Petrópolis, Brasil, 16 de febrero de 1964) fue un psicólogo y psiquiatra español.

## Biografía
Nació en Santiago de Cuba en 1896 porque su padre, un médico de sanidad militar, había sido destinado allí por el ejército español. Cuando terminó la guerra hispano-estadounidense en 1898, la familia regresó a España para establecerse en Barcelona. En 1917 se licenció en Medicina por la Universidad de Barcelona con premio extraordinario, y en 1923 obtuvo el Doctorado en la Universidad de Madrid.
Durante toda su carrera se dedicó a la investigación de diversos aspectos de la psiquiatría. En 1931 fue nombrado catedrático de Psicología Experimental por la Universidad de Barcelona, y en 1933 el mismo centro le nombró profesor titular de la primera cátedra de psiquiatría en España. Ese año comenzó a editar, junto con Joaquín Xirau Palau, la Revista de Pedagogía y Psicología. 
Durante la guerra civil española asumió la dirección del Instituto de Adaptación Profesional de la Mujer, dependiente de la Generalidad de Cataluña, y en 1938 de la jefatura de Servicios Psiquiátricos por parte del gobierno de la Segunda República Española. Su fidelidad al gobierno republicano terminó pasándole factura, pues en 1939 tuvo que exiliarse y dejó de ser reconocido por las autoridades franquistas. Uno de sus discípulos, Ramón Sarro, llegó incluso a acusarle de haber asesorado a las checas, algo que terminó demostrándose falso.
Tras algunas estancias breves en Gran Bretaña, Estados Unidos y Argentina, Mira se instaló definitivamente en Brasil, donde dirigió el Instituto de Selección y Orientación Profesional de Río de Janeiro hasta su muerte en 1964, a los 67 años. Toda su obra y colección fue donada a la Universidad de Barcelona.